# Reserva provincial natural Mogote Bayo
La Reserva Natural Mogote Bayo fue creada en el año 2000, por la Fundación Espacios Verdes.
El proyecto Aprendiendo en Verde, permitió la puesta en marcha de la Reserva Natural Mogote Bayo (RNMB) atreves de la participación en un concurso internacional de la empresa Mitsui Co & Ltd y el apoyo técnico de JICA, así se logró el patrocinio financiero durante casi tres años para su desarrollo, (RRHH , cartelería, senderos , aula verde, baños con energía solar, biodigestor y corral para las llamas ).
La zona donde se aplicó el proyecto “Aprendiendo en Verde” para la Reserva Natural Mogote Bayo, es donde se encuentra, el cerro Mogote Bayo, lugar emblemático para la comunidad de Merlo, donde se encuentra la Cruz y el Vía Crucis que emplazo la comunidad católica del lugar.
La Reserva se encuentra en la zona serrana de las Sierras de los Comechingones, Merlo San Luis.
La FEV, tuvo la tarea de poner en marcha la RNMB, 113 has, que se une desde la cima de la sierra con un bosque de molles y con el Salto del Tabaquillo. La FEV, a su vez, poseedora de 250 has en la zona más emblemática de la Villa de Merlo, donde se encuentra el Salto del Tabaquillo y provee el 60 % del agua potable del lugar. En el 2011 , la FEV decide donar al Estado Provincial las 250 has, para su reordenamiento territorial, ya que es un lugar donde confluyen gran cantidad de actividades turísticas y recreativas de la región.

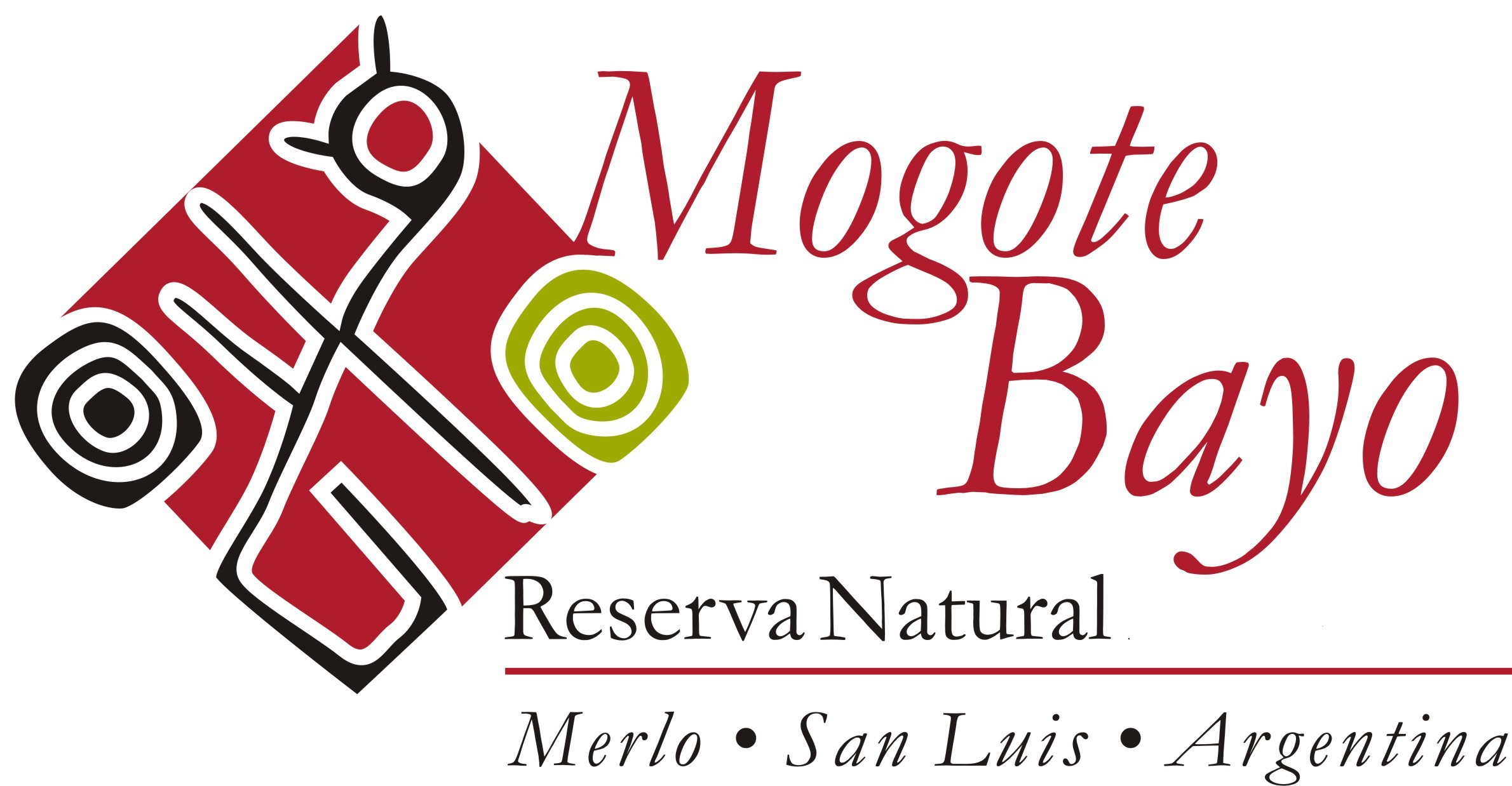
Reserva Mogote Bayo (Logo)

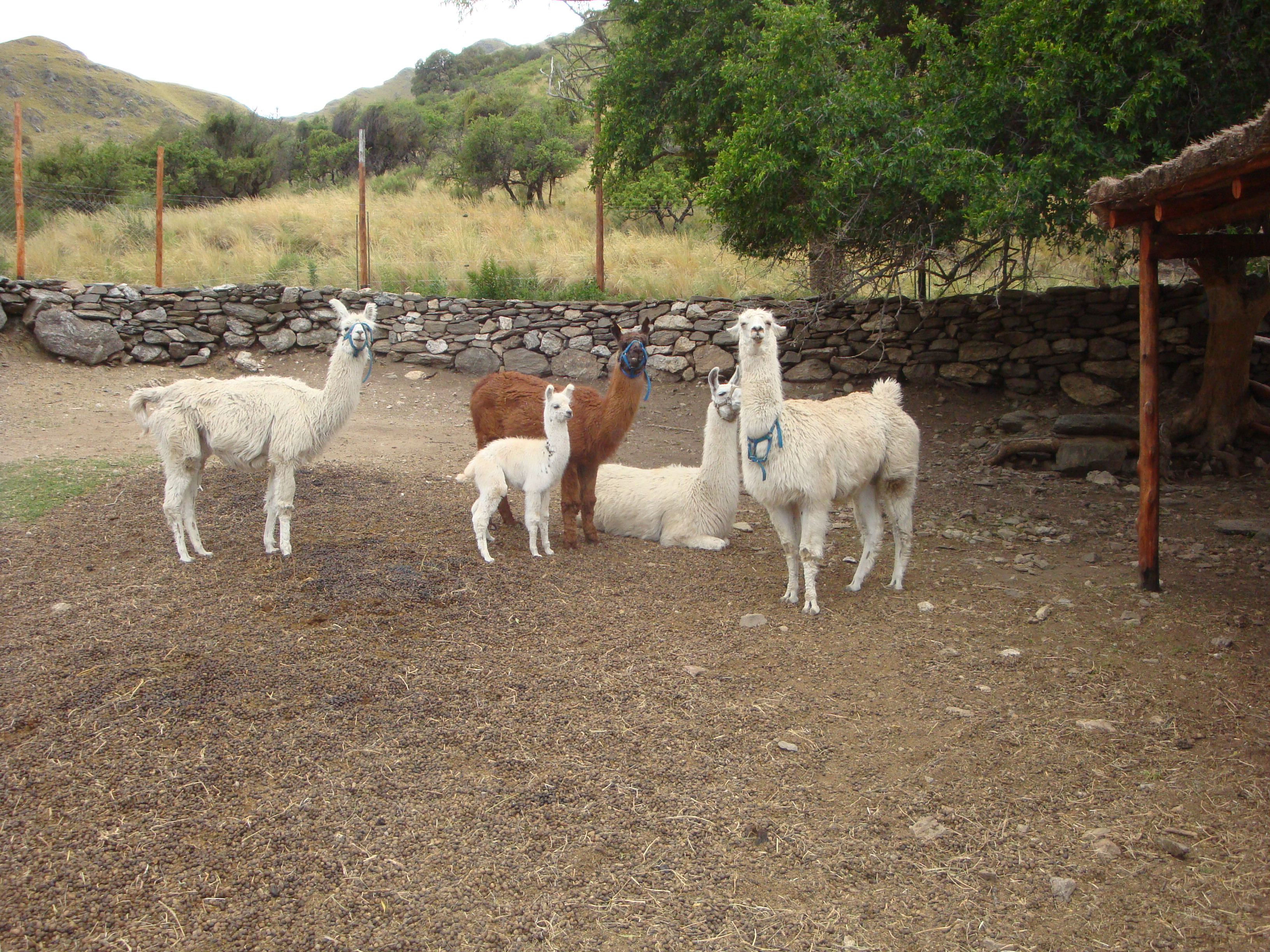
Reserva Mogote Bayo (Camélidos Sudamericanos)

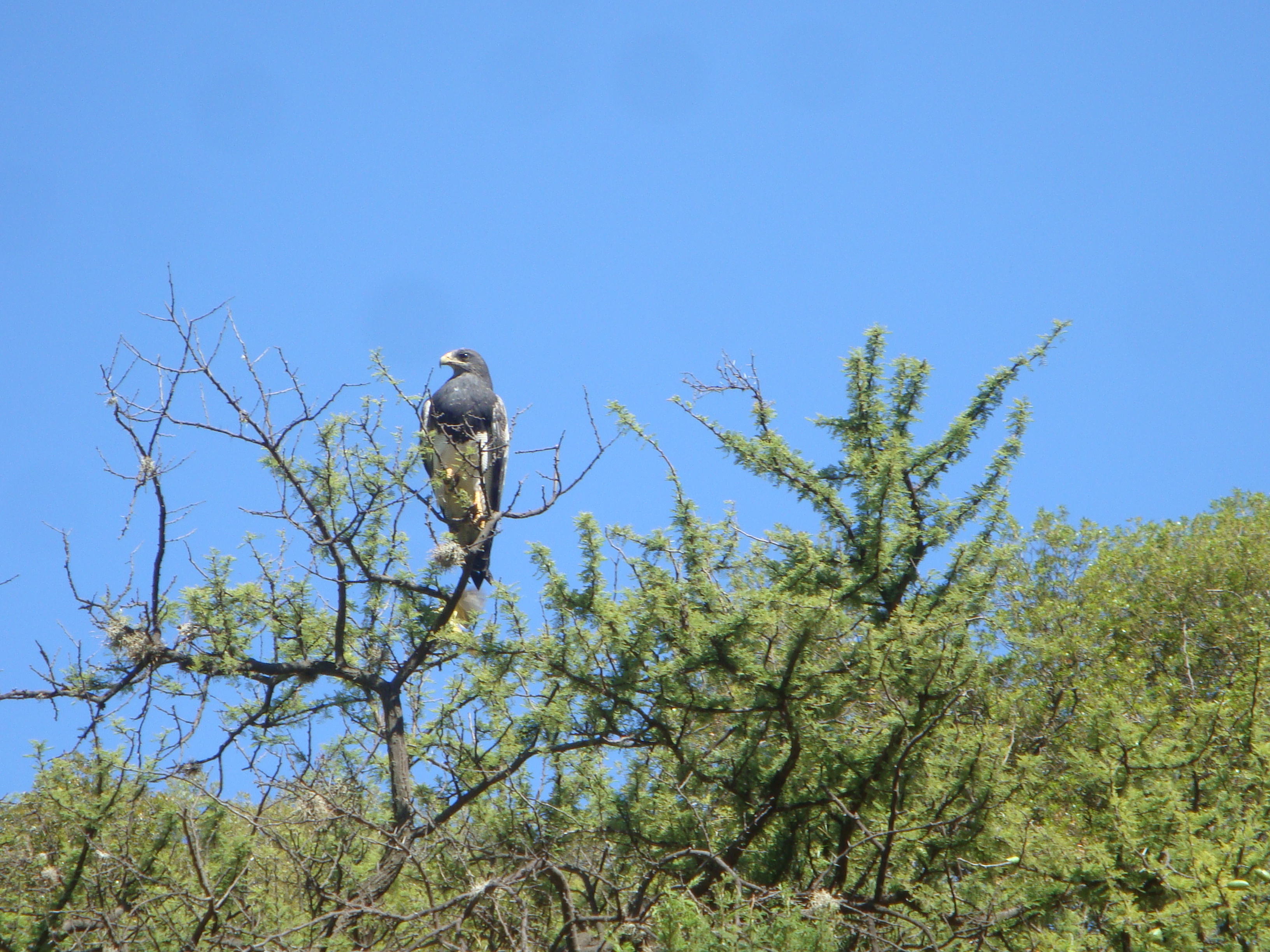
Reserva Mogote Bayo (Aguilucho)

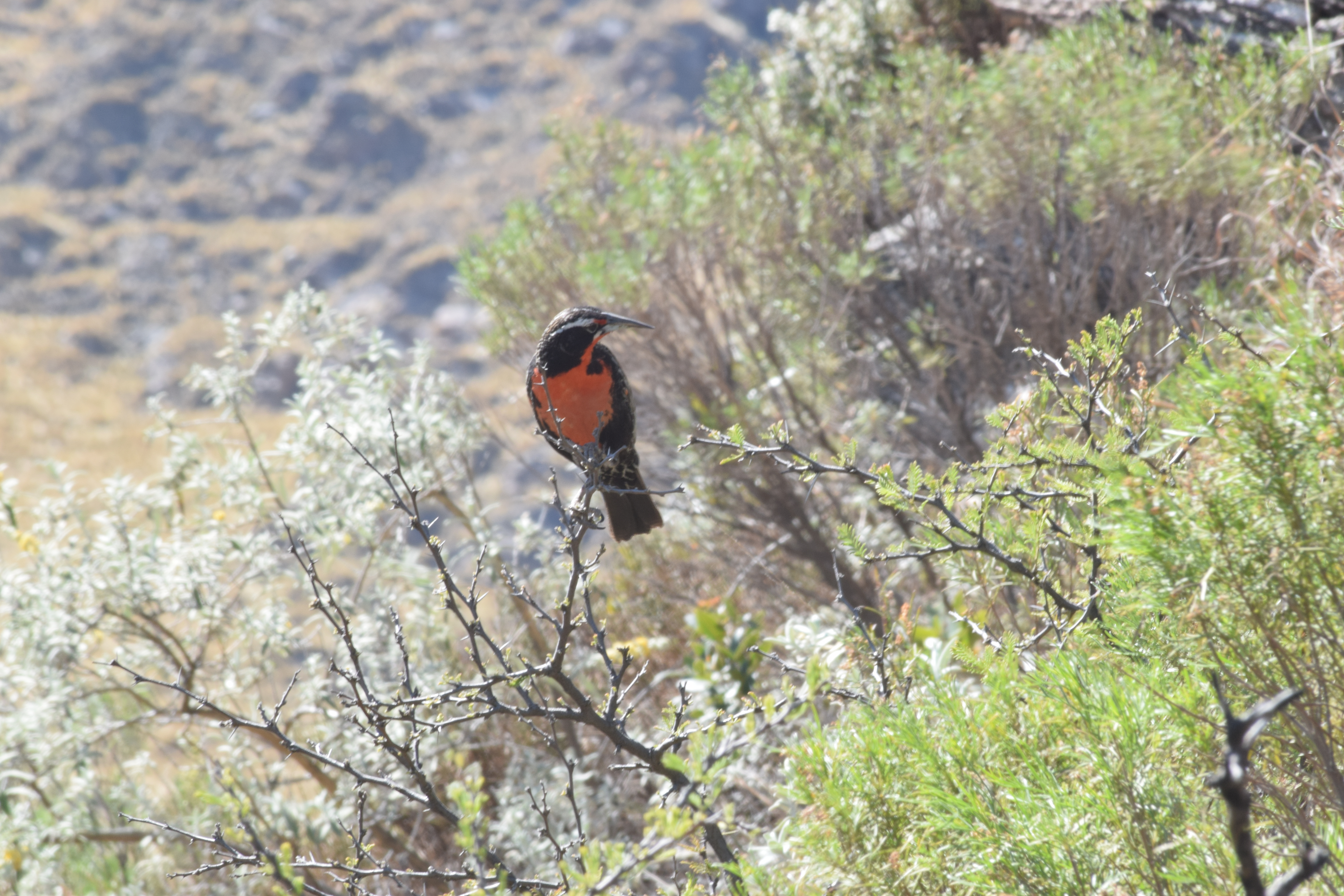
Reserva Mogote Bayo (Aves Autóctonas)

## Quienes Somos

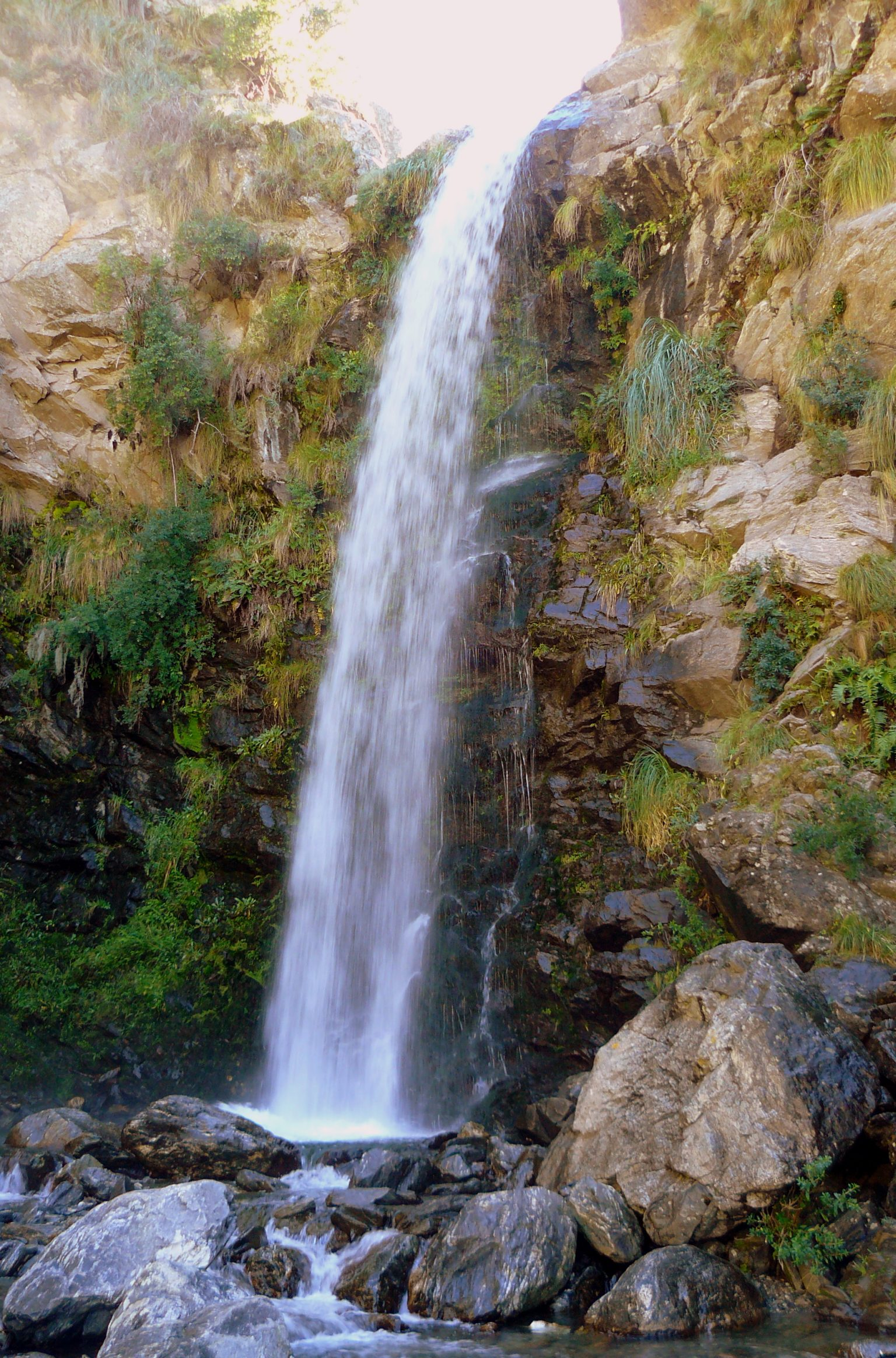
Salto del Tabaquillo en la Villa de Merlo, en San Luis.

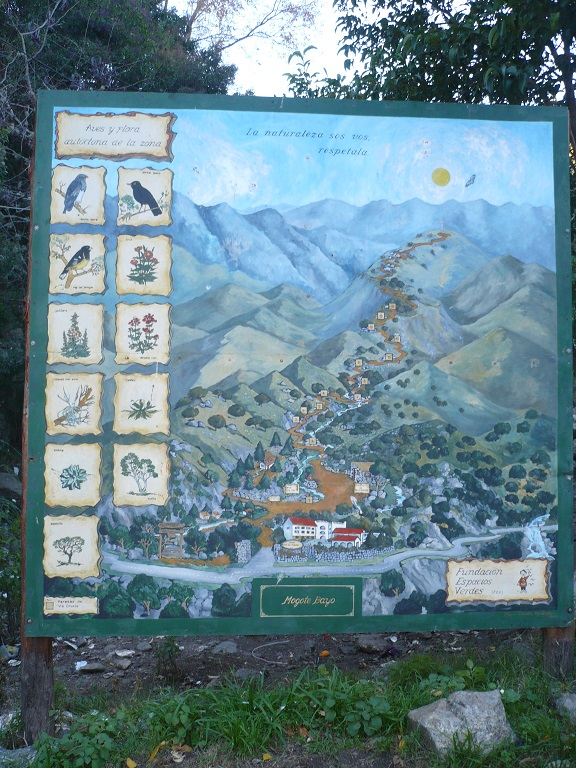

La Fundación Espacios Verdes (FEV), fue creada en el año 1991 como ONG Nacional, en la Ciudad de Buenos Aires, Argentina, con los fines de educar y concientizar en el cuidado del ambiente y la conservación de los ecosistemas. Su propuesta educativa ambiental, es atreves del programa ¨Aprendiendo en Verde¨ que se caracteriza por
tener un esquema adaptable a diferentes edades atendiendo las necesidades de las distintas regiones.
En abril del 2008, la FEV asumió el desafío de implementar el programa en un escenario diferente, ubicado en el centro de la Argentina, al nordeste de la provincia de San Luis, puntualmente en la Villa de Merlo, sobre la Sierra de Comechingones.

Dentro de los temas que el programa desarrolla, como temas globales, biodiversidad, desertificación, capa de ozono y temas referentes a las problemáticas ambientales locales. Con la intención de llevar a cabo una educación comprometida, que se vea reflejada en el manejo ambiental integral, así se desarrolló un programa de gestión ambiental que incluye un plan de manejo, un programa de monitoreo de los ecosistemas, un estudio de impacto ambiental (EIA), entre otros.

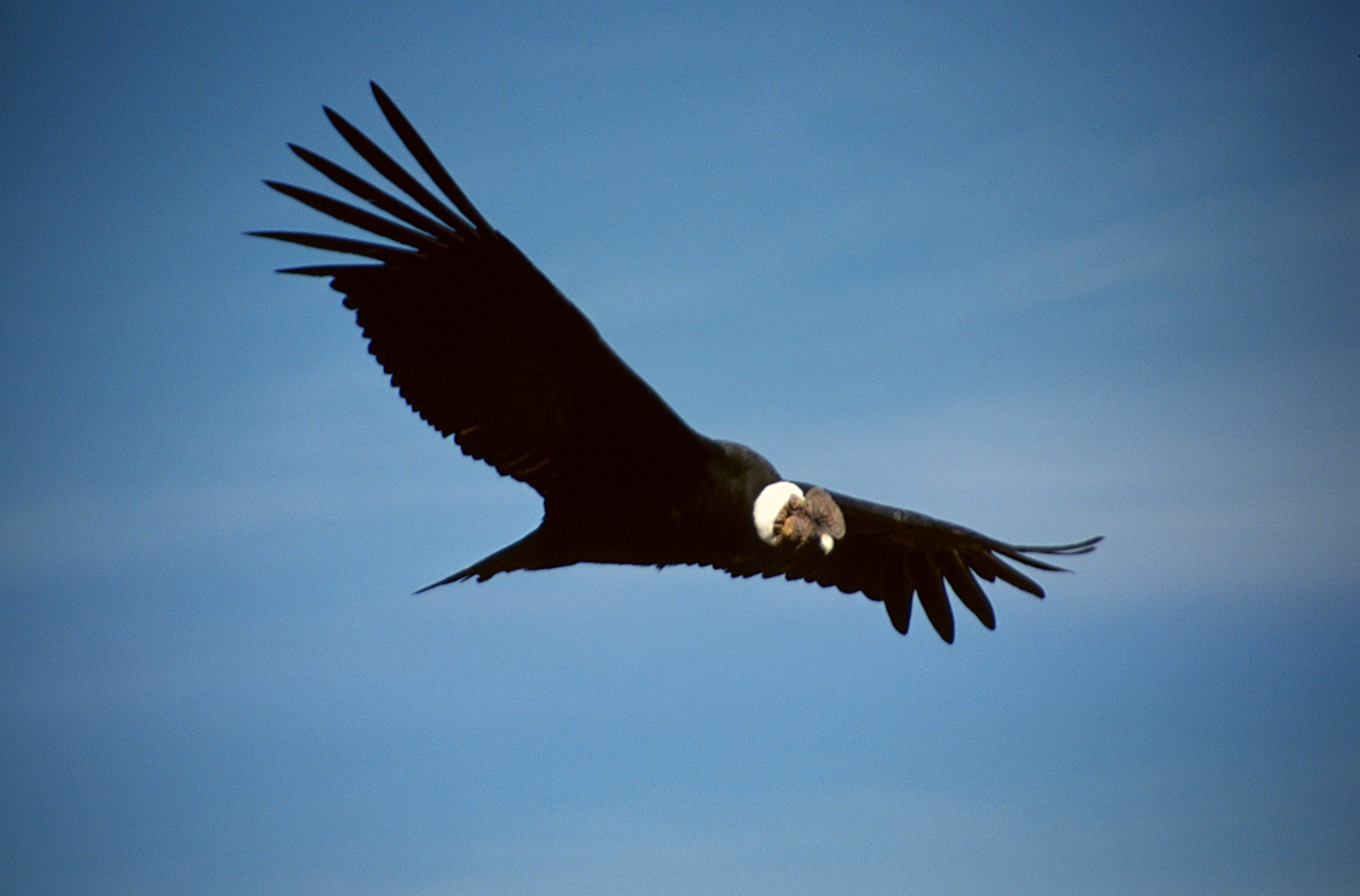
Cóndor

## Flora y Fauna
La zona posee una fauna y flora autóctonas representativa de la zona del Gran Chaco Sudamericano y algunas de ellas, en peligro de extinción (Cóndor Andino, Tabaquillo y algunas especies de plantas medicinales y aromáticas). También la zona es poseedora de un “microclima” famoso por sus iones negativos que favorecen a la salud, ya que las Sierras de los Comechingones son un macizo muy antiguo, y la carga eléctrica de las rocas es muy baja, con ionización negativa y la descomposición del granito, libera átomos de oxígeno en la atmósfera, transformándose en ozono. 

## Bosque de Tabaquillos
La Reserva cuenta con la particularidad de poseer un bosque de tabaquillos, actualmente considerado por la UNEP uno de los ecosistemas forestales más
amenazados del mundo, única especie arbórea que puede formar bosque en altura, asegurando de este modo, la formación de reservas acuíferas.
La población de esta especie presente en la Reserva es de las más australes del continente y durante los últimos años se ha visto amenazada por sucesivos incendios.

## Características Geográficas
El Gran Chaco es un extenso territorio que pertenece a la planicie central del continente de América del Sur y se caracteriza por sus amplias extensiones boscosas que constituyen la mayor región preservada de bosques secos del planeta.
La superficie de la zona del Gran Chaco ocupa parte de los siguientes países: Argentina, Paraguay, Bolivia, Brasil, encontrándose un 59% en territorio argentino.
Debido a su tamaño, el Gran Chaco cuenta con una gran diversidad de ecosistemas y especies que hacen de esta región un área clave de conservación de biodiversidad.

## Educación
El programa educativo APRENDIENDO EN VERDE (diseñado para la Reserva) se presentó a las autoridades del Ministerio de Educación de la provincia de San Luis y a los inspectores del partido de Junín para su aprobación y habilitación para el trabajo con las escuelas.

## Gestión Asociada
La participación de las Universidades hizo posible que este proyecto trascendiera a más allá de lo local a través de trabajos de investigación, como la inserción de camélidos sudamericanos (llamas), reforestación de especies nativas y aplicación de pasantías de carreras afines.
El nacimiento de la Reserva, la donación posterior de 250 has de la FEV, al Estado Provincial impulsó la creación y aprobación de un decreto para el ordenamiento de una región más extensa de las Sierras de los Comechingones, donde se inserta la Reserva.
Este proyecto hizo posible el relevamiento de la flora de la zona pudiendo establecer las especies más amenazadas y en función de esto diseñar un plan de acción para su conservación. Con el material del relevamiento se publicó un libro cuyo objetivo fue dar a conocer las especies de la zona y sus características: Plantas y Flores de la Reserva Natural Mogote Bayo y costa oeste de la sierra de los Comechingones. (Autor: Dr. Luis Del Vitto, ,Elisa Petenatti y Marta E Petenatti UNSL)
Dentro del plan de acción para la conservación de las especies amenazadas de flora de la región, se puso en marcha un proyecto de “Inserción de Camélidos Sudamericanos” (llamas) conjuntamente con la Facultad de Ciencias Veterinarias de la Universidad Nacional de Buenos Aires y el apoyo económico de la Fundación Mitsui, cuyo objetivo principal era evitar la desertificación de la zona provocada por el pastoreo del ganado vacuno y caprino que los habitantes de la zona explotan. Al incorporar las llamas y concientizar sobre sus ventajas se propicia un cambio en la economía regional acorde al cuidado del medio ambiente.
Otro ejemplo de acción para la conservación es el proyecto de reforestación con plantas nativas que contó con el apoyo económico de Keidanren Nature Conservation Fund y la participación de la Universidad Nacional de San Luis, la Facultad de Ciencias Veterinarias de la UBA, la Universidad Provincial de La Punta, la Municipalidad de la Villa de Merlo y productores locales mediante actividades de reforestación dentro y fuera de la Reserva.

## Innovación y Originalidad
La fortaleza, innovación y originalidad de este proyecto radica en haber logrado una gestión asociada conformada por representantes de los diferentes estamentos sociales, nacionales e internacionales, que a través de acuerdos, convenios de cooperación y subsidios, hicieron posible la concreción y continuidad del mismo.

### Organizaciones Gubernamentales
Gobierno de la Provincia de San Luis, Ministerio de Medio Ambiente de la provincia de San Luis, Municipalidad de la Villa de Merlo, Honorable Consejo Deliberante, Secretaría de Ambiente de la Nación, Instituto Nacional de Tecnología Industrial (INTI), Universidad Nacional de San Luis, Universidad de Buenos Aires - Facultad de Ciencias Veterinarias, Universidad Provincial de La Punta, Universidad Nacional de San Martín. Agencia de Cooperación Internacional del Japón a través del programa de asistencia técnica de Voluntarios Seniors.

#### ONGs
Argentina Exchange a través de pasantes y voluntarios extranjeros.

#### Empresas

##### Extranjeras
Mitsui & Co., Ltd. a través de la Fundación Mitsui; Sumitomo Bank a través de la Fundación Keidanren.

##### Nacionales
Cooperativa de Provisión de Agua Potable de Merlo, Vivero Tacku, Sonne, Ringo Publicidad, Rotoking.
www.fev.org.ar